# ラリー・リーバー
ローレンス・D・"ラリー"・リーバー（Lawrence D. "Larry" Lieber, 1931年10月26日 - ）は、アメリカ合衆国のコミックアーティスト、ライターである。兄はマーベル・コミックのライター、エディター、パブリッシャーのスタン・リーである。
リーバーはマーベルのキャラクターであるアイアンマンとマイティ・ソーを創造し、同社の西部劇コミックの Rawhide Kid を執筆し、新聞のコミック・ストリップで The Amazing Spider-Man のイラストを数年手掛けていたことで知られる。1970年代半ば、アトラス/シーボード・コミックスの編集者となった

## 生い立ち
ニューヨーク州ニューヨークでルーマニア系ユダヤ人の家庭の二人目の子供として生まれる。ブルックリン区のプラット・インスティテュートとマンハッタンのアート・スチューデンツ・リーグ・オブ・ニューヨークで美術を学んだ。また1951年から4年間、アメリカ空軍で兵役に就いた。ニューヨーク州サンプソン空軍基地で新兵訓練を終えた後、米国の統治下にあった沖縄で2年間勤務した。

## キャリア
1960年代に兄のスタン・リーが編集長をしていたマーベル・コミックでストーリーを手掛けるようになる。彼は Journey into Mystery でマイティ・ソー、Tales of Suspense でアイアンマン、Tales to Astonish でアントマンを初登場させた。また、西部劇作品の Rawhide Kid の脚本も書いた。